# Bhairabi
Bhairabi és un riu d'Assam (Índia) al districte de Darrang.
Neix a les muntanyes Aka i corre cap al sud fins a desaiguar al Brahmaputra. Es diu que la seva corrent portava una mica de pols d'or. Era navegable per bots i vaixells mitjans.